# Wireless Adapter

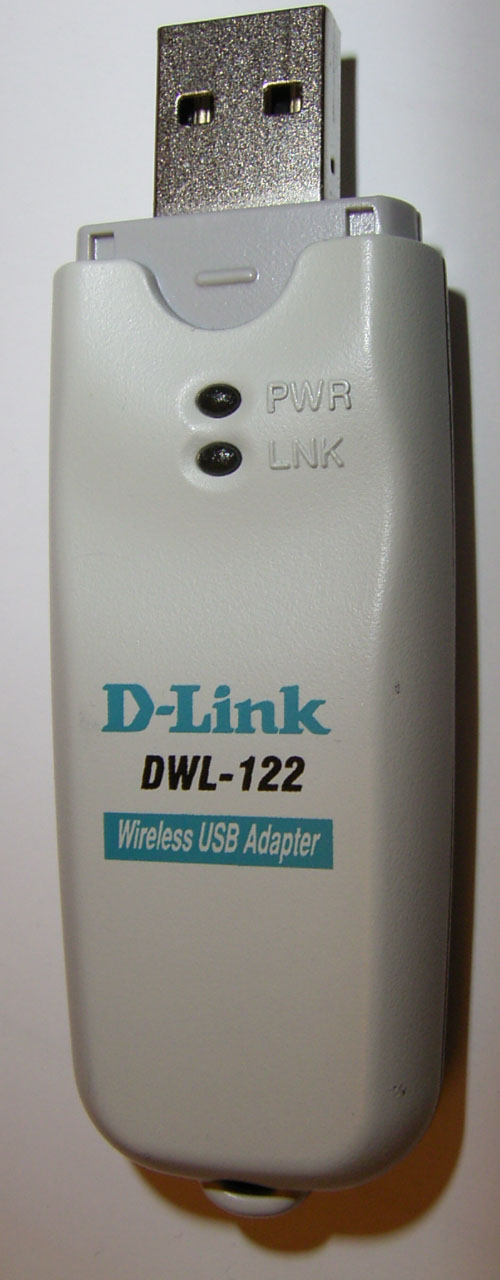
WLAN-Adapter als USB-Stick

Ein Wireless Adapter (engl.) oder Funkadapter ist eine Computer-Hardware, mit der sich ein Rechner an einer Standardschnittstelle (z. B. PCI, USB, PCMCIA, PC Card) so erweitern lässt, dass der Zugang zu einem Funknetz (WLAN) möglich ist.
Wireless Adapter werden verwendet, um einen Computer mit einer WLAN-Basisstation zu verbinden. Zudem ist es möglich, mehrere Adapter ohne explizite Basisstation im sogenannten Ad-hoc-Modus zu verbinden.
Die Adapter sind in mehreren Varianten möglich:
- interne Adapter
  - Kabellose Netzwerkkarte: eine PCI-Karte oder PCIe-Karte, welche in PCs eingebaut wird.
  - Kabelgebundener Adapter: ein WLAN-Adapter, der über ein internes Kabel ohne Netzwerkkarte direkt an das Mainboard im Computer angeschlossen ist. Häufig bei eingebauten WLAN-Adaptern in PCs, oft in Kombination mit Bluetooth.
  - miniPCI-Karte oder miniPCIe: fest im Notebook integrierter WLAN-Adapter.

- Interne Adapter, von außen zugänglich
  - PCMCIA-Karte: für Notebooks geeignet, mit interner Antenne oder Buchse für externe Antennen
  - CF Typ II: WLAN-Karten nach dem CompactFlash-Standard, die für Notebooks geeignet sind, die aber kleiner als PCMCIA-Karten sind. Mit einem Adapter können diese Karten aber auch in einem PCMCIA-Slot benutzt werden.

- Externe Adapter
  - USB-Adapter sind in der Regel in zwei Versionen verfügbar: zum einen als sogenannte Sticks, die direkt in einen USB-Steckplatz des Rechners gesteckt werden können. Diese besitzen teilweise auch eine Docking-Station, wobei der Stick in der Station mit einem USB-Kabel an den Rechner angeschlossen wird. Zum anderen werden recht große Geräte benutzt, die über mehr Leistung und größere Antennen verfügen. Diese Geräte gleichen im Aussehen schon kleinen WLAN-Routern.
  - WLAN-LAN-Adapter: Diese Adapter sind universell einsetzbar und unabhängig vom verwendeten Betriebssystem. Sie ermöglichen die Anbindung beliebiger Geräte an ein WLAN, vorausgesetzt, diese Geräte sind mit einer Netzwerkschnittstelle ausgestattet. Der Adapter wird dazu über ein Netzwerkkabel (RJ45) mit der Netzwerkschnittstelle des Rechners, des Druckers, des LCD-TVs, der Xbox usw. verbunden. Die Stromversorgung erfolgt entweder über ein Netzteil, über einen USB-Stecker oder über das Netzwerkkabel (Power over Ethernet). WLAN-LAN-Adapter findet man bei Herstellern auch unter folgenden Produktbezeichnungen:
    - WLAN-Client-Adapter
    - WLAN-Ethernet-Bridge, nicht zu verwechseln mit Wireless Bridging Mode und Wireless Distribution System
    - Wireless Access Point im Client Mode: Man kann manche Access-Points in den Client-Modus schalten, so dass sie sich wie ein WLAN-LAN-Adapter verhalten.